# Anna Korvinus
Anna Gerardina (Dien) Korvinus (Java, 1939) werd in 2000 aangesteld als de eerste (Nederlandse) Nationaal Rapporteur Mensenhandel. 
In 1997 werd in 'The Hague ministerial declaration on European guidelines for effective measures to prevent and combat trafficking in women for the purpose of sexual exploitation' – of kortweg de Haagse Verklaring – door de Europese Unie vastgelegd dat Europese lidstaten geacht werden structureel en onafhankelijk onderzoek te doen naar mensenhandel. In de verklaring werd onder andere vermeld dat iedere lidstaat een onafhankelijke rapporteur inzake mensenhandel moest hebben. In Nederland werd mr. Anna Korvinus in 2000 aangesteld als rapporteur op dit gebied bij het ministerie van Justitie. 
Voordat Korvinus als Nationaal Rapporteur aan de slag ging, werkte ze eerst gedurende drie decennia bij het Openbaar Ministerie: eerst vanaf 1969 als officier van justitie bij de Rotterdamse rechtbank en vanaf 1980 als advocaat-generaal bij het Amsterdamse gerechtshof. 
Korvinus werd in 2006 als Nationaal Rapporteur Mensenhandel opgevolgd door Corinne Dettmeijer.